# I Told You I Was Trouble: Live in London
I Told You I Was Trouble: Live In London – to album DVD brytyjskiej piosenkarki soulowej Amy Winehouse, wydany 5 listopada 2007 roku przez wydawnictwo muzyczne Universal Music Group. Przedstawia on występ wokalistki na koncercie w Shepherd's Bush Empire w Londynie.

## Muzycy
- Śpiew: Amy Winehouse
- Gitara basowa: Dale Davis & Robin Banerjee
- Chórki: Zalon Thompson & Ade Omatayo
- Perkusja: Nathan Alan
- Keyboard: Xantone Blacq
- Trąbka: Henry Collins
- Saksofon altowy: James Hunt
- Saksofon barytonowy: Frank Walden

## Lista utworów
Wykonanie główne:
1. "Intro"
2. "Addicted"
3. "Just Friends"
4. "Cherry"
5. "Back to Black"
6. "Wake Up Alone"
7. "Tears Dry on Their Own"
8. "He Can Only Hold Her"
9. "Doo Wop (That Thing)" (cover Lauryn Hill)
10. "Fuck Me Pumps"
11. "Some Unholy War"
12. "Love Is a Losing Game"
13. "Valerie"
14. "Hey Little Rich Girl" (& Zalon & Ade)
15. "Rehab"
16. "You Know I'm No Good"

Wykonane na bis:
1. "Me & Mr. Jones"
2. "Monkey Man"
3. "Outro"
4. "Tears Dry on Their Own"
5. "He Can Only Hold Her"
6. "Doo Wop (That Thing)" (cover Lauryn Hill)
7. "Some Unloy War"

## Notowania
| Notowanie         | Poz. w notowaniu Wyprzedane egzemplarze          |
| ----------------- | ------------------------------------------------ |
| Argentyna – CAPIF | 80 000 egzemplarzy (2x Platyna) (DVD + Slidepac) |
| Austria           | 3                                                |
| Brazylia – ABPD   | 8                                                |
| Nowa Zelandia     | 3 (1 tydzień) / 2500 egzemplarzy (Złoto)         |
| Australia         | 27 (1 tydzień) / 7500 egzemplarzy (Złoto)        |